# Рокіна
Рокіна (ест. Rokina), також Рокіно, Ройкіна, Рокінде, Ройкіно, Роокіна, Ківісілла — село в Естонії, входить до складу волості Меремяе, повіту Вирумаа.